# عين كرفس (العوابي)
عين كرفس منطقة سكنية تقع في ولاية العوابي، التابعة لمحافظة جنوب الباطنة في سلطنة عمان. يقدر عدد سكانها بـ 7 نسمة حسب إحصاء عام 2010 التابع للمركز الوطني للإحصاء والمعلومات الحكومي. رمز المنطقة هو 70220171.

## الوصلات الخارجية
- المركز الوطني للإحصاء والمعلومات، سلطنة عمان